# Visa Delta
Visa Delta är ett tidigare varumärke och acceptansmärke som ägs av Visa. Märket består av en vit bakgrund, där den högra diagonalen är blå och försedd med vit text Delta. Den vita diagonalen har en gul triangel med spetsen mot den blåa diagonalen. Under den gula triangeln finns en mindre, röd triangel. Texten Visa förekommer ej på märket, men kan förekomma under märket med texten Visa Delta. 
Produkten introducerades på den brittiska marknaden 1991 och var ett rent debetkort, för att särskilja det från andra Visa-produkter som var kreditkort. Produkten ersattes 2004 med namnet Visa Debit
Acceptansmärket kan fortfarande ses på flera ställen runt om i Storbritannien.